# Kesongo (Kedungadem)
Kesongo is een bestuurslaag in het regentschap Bojonegoro van de provincie Oost-Java, Indonesië. Kesongo telt 3468 inwoners (volkstelling 2010).